# DSP 위성

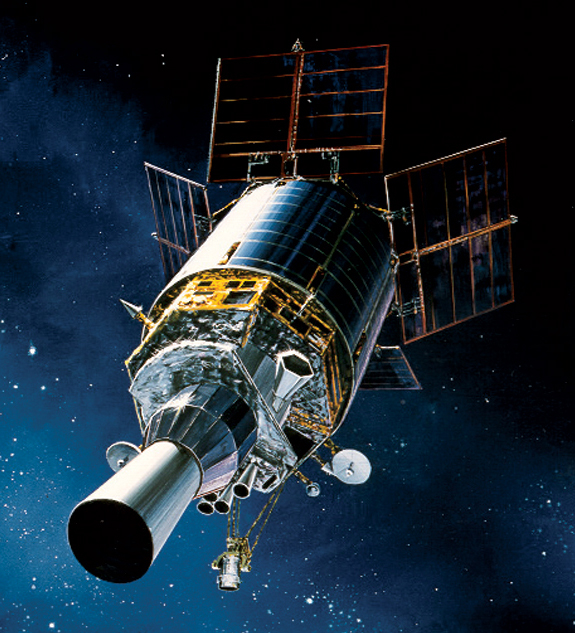
DSP 위성

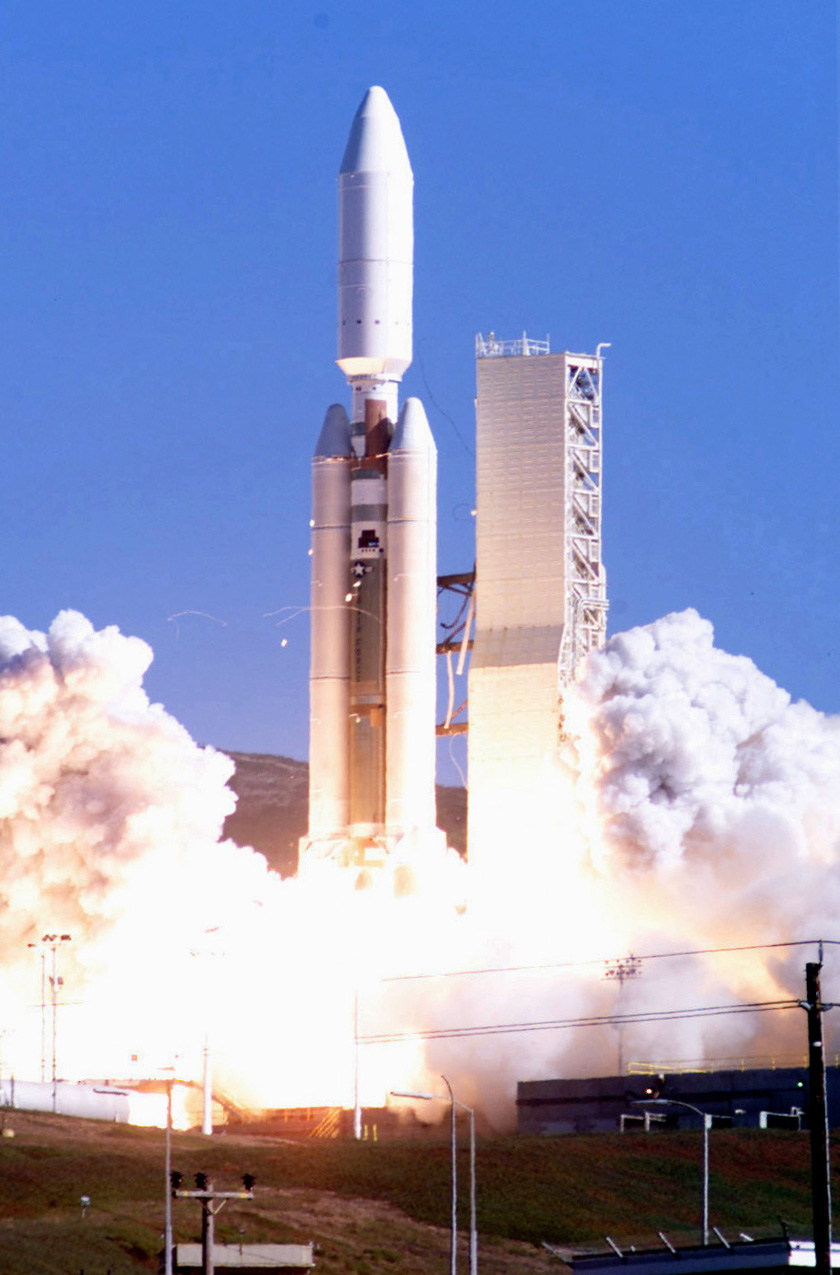
DSP 위성을 발사한 타이탄 IV 로켓

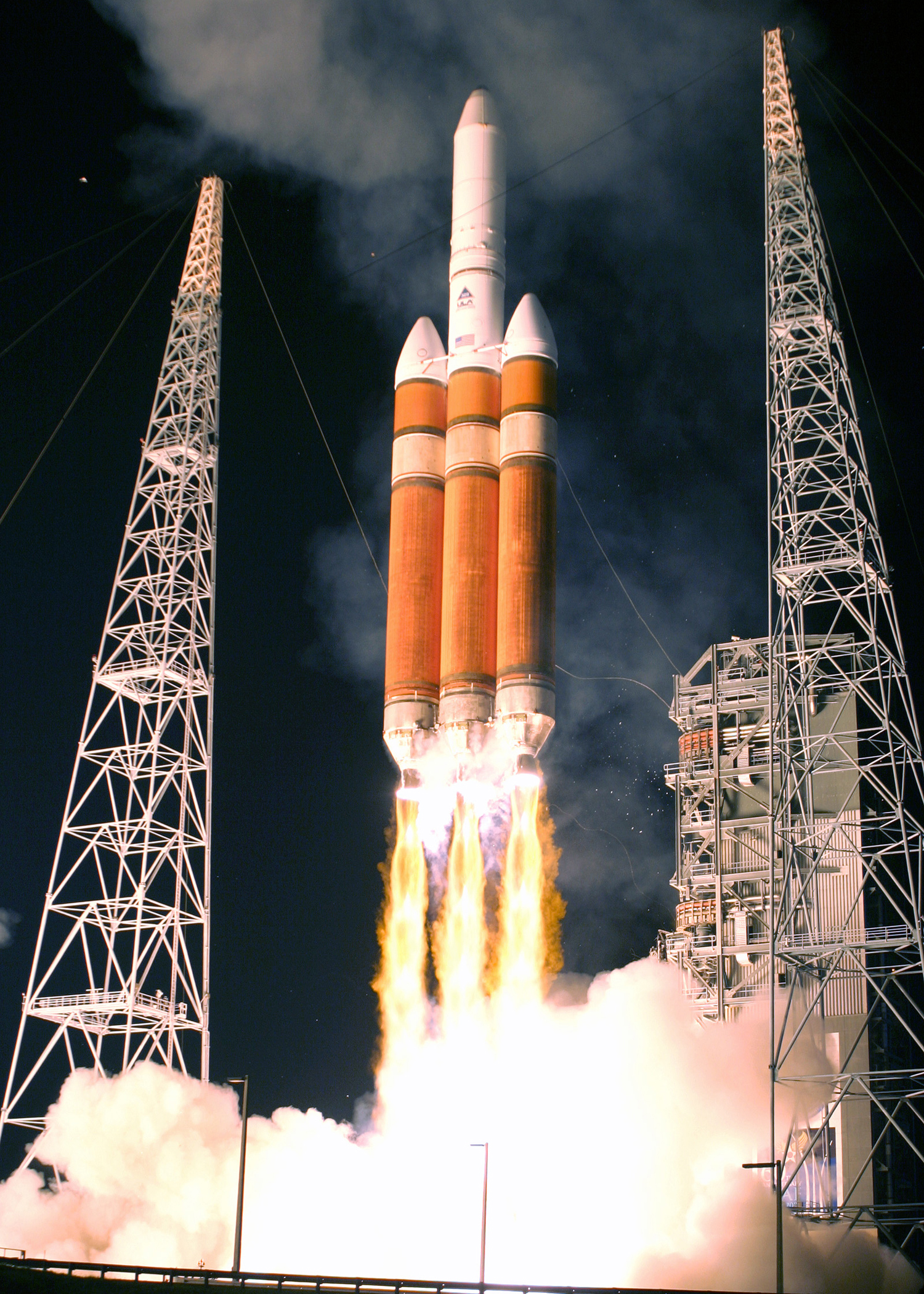
2007년 DSP 위성을 발사한 델타 IV 헤비 로켓

DSP 위성은 ICBM 탐지를 위한 1970년대 미국의 조기경보위성이다.

## 역사
1970년 11월 6일, 최초의 DSP 위성을 발사했다. DSP 위성은 공군우주사령부에서 운용한다.
최초의 DSP 위성은 무게 900 kg, 전력 400 W, 적외선 탐지기 2,000개, 수명 1.25년이었다. 개량형은 무게 2,380 kg, 전력 1,275 W, 적외선 탐지기 6,000개, 수명 5년이다.
지구동기궤도(en:Geosynchronous orbit, GSO) 적외선 탐지위성으로, 미사일, 우주발사체, 핵폭발을 적외선 카메라로 탐지한다. 1990년 사막의 폭풍 작전에서 DSP 위성은 이라크군의 스커드 미사일 발사를 탐지해 이스라엘과 사우디아라비아에 즉시 알려주었다.
23번째 마지막 DSP 위성은 2007년 델타 IV 헤비 로켓으로 발사되었다. 2005년 타이탄 4호가 퇴역해서 발사체를 변경했다. 노스롭 그루만(예전의 TRW)에서 제작했다.

## 개량형
- Block 1: Phase I, 1970–1973, 위성 4개
- Block 2: Phase II, 1975–1977, 위성 3개
- Block 3: 여러 궤도 버전, 1979–1984, 위성 4개
- Block 4: Phase II 개량형, 1984–1987, 위성 2개
- Block 5: DSP-I (DSP-개량형), 1989

## 미국 조기경보위성
- 미다스 위성 - 1960년대 미국 최초의 조기경보위성, 12개 발사
- DSP 위성 - 미다스를 대체하기 위해 개발된 1970년대 미국의 조기경보위성, 정지궤도 23개 발사
- SBIRS 위성 - 2000년대 미국의 조기경보위성, 정지궤도 4개, 저궤도 24개로 구성

## 대한민국
미국 DSP 조기경보위성에 전적으로 의존하던 한국은, 2010년 6월 26일, 무게 2.5톤의 천리안 위성을 발사했다. 적외선 센서를 탑재하고 북한 상공에 24시간 떠있다. 천리안 위성이 북한 스커드 미사일의 발사화염을 실시간으로 탐지할 수 있는지는 정확하게 알려져 있지 않지만, 하여튼 2010년부터 한국은 독자적으로 북한 상공에서 적외선 위성으로 감시를 하고 있다.
북한이 미사일이나 우주로켓을 발사하면, 최초 연소시의 밝은 화염이 북한 상공 35,000 km 상공에 24시간 떠있는 미국의 조기경보위성, 한국의 천리안 위성의 적외선 센서에 포착된다. 미국 조기경보위성은 북한 미사일 발사 직후 40초만에 열탐지가 가능하다고 알려져 있다.
정지궤도 위성은 3대면 전세계를 커버할 수 있다고 알려져 있다. 미국은 DSP 조기경보위성 6대로 전세계를 감시중이다. 한국은 북한 미사일만을 감시하기 때문에, 정지궤도 적외선 관측위성 1개면 충분하다.

## 제원
- 제조사: 노스롭 그루먼 (예전의 TRW)
- 발사중량: 5,250 lb (2,380 kg)
- 궤도: 22,000 마일 (35,900 km)
- 전력: 태양전지판 1,485 W
- 높이: 32.8 ft (10 m)
- 직경: 22 ft (6.7 m)
- 최초발사: 1970년
- 단가: 4억 달러
- 마지막 DSP 위성군: 18호기- 23호기 (6대)

## 같이 보기
- 천리안 위성